# Michael Schumacher
Michael Schumacher (Hürth, Hermülheim, 3 de gener de 1969) és un pilot alemany que s'ha proclamat set cops campió mundial de la Fórmula 1. Guanyador de 91 grans premis, autor de 155 podis, 68 pole position i 77 voltes ràpides. L'alemany va debutar a la Formula 1 la temporada 1991 i va retirar-se de la categoria al final de la temporada 2006 tot i que a la temporada 2010 torna als circuits com a pilot de l'escuderia Mercedes GP i es va retirar definitivament al final de la temporada 2012 després d'haver participat en 19 temporades, amb un total de 308 grans premis.
Conegut com al Kaiser ha estat el primer campió de nacionalitat alemanya aconseguint així popularitzar l'esport al seu país. Schumacher, en la seva primera etapa en actiu, ingressava uns 100 milions de dòlars per any i va ser identificat per la revista Eurobusiness com l'esportista més ric del món tot i que aquesta dada contrasta amb la revista Forbes que no el va incloure en la seva llista de multi milionaris.
Malgrat la controvèrsia aixecada per algunes actuacions en pista, ha estat un dels pilots més populars de la categoria, poc abans de la seva retirada va ser votat com el pilot més popular de la Fórmula 1 en una enquesta feta per la FIA als aficionats de la categoria.
Esportivament, després del seu debut amb Jordan, va fitxar per Benetton on va guanyar els seus primers campionats del món els anys 1994 i 1995. L'any 1996 Schumacher va fitxar per l'escuderia Ferrari, una decisió sorprenent tenint en compte que els italians no havien aconseguit guanyar el campionat des del 1979. Després d'una transformació total de l'equip que va requerir tres temporades, varen arribar els èxits. Del 2000 al 2004 l'alemany va guanyar 5 campionats consecutius amb la Scuderia en el que s'anomena com la seva era daurada. De fet, Jackie Stewart, triple campió del món, creu que la transformació de la Scuderia Ferrari amb l'arribada de Schumacher ha estat el més notable de la seva carrera esportiva. En el moment de la seva retirada Michael Schumacher posseïa gairebé tots els rècords de la Fórmula 1, incloent els de campionats del món, victòries, pole positions i voltes ràpides.
El desembre de 2013, Schumacher va patir un greu accident mentre esquiava als Alps francesos. Amb lesions cerebrals, va ser portat a l'Hospital de Grenoble en situació de coma induït. A abril de 2014, Schumacher sembla que comença a despertar del coma.

## Inicis en l'automobilisme
El 1973 amb sols quatre anys comença a competir en curses de karts. El 1984 i 1985 guanya el campionat alemany júnior de Karts i el 1987 guanya tant el campionat alemany com l'europeu sènior de karts. L'èxit obtingut en el món del Karting li van permetre participar en la Formula Ford 1600, Formula 3 i el Mundial de Prototips esportius. El 1990 guanya el campionat de Formula 3 alemany i aquest fet no va passar desapercebut pels equips de Formula1.

## Debut amb Jordan (1991)

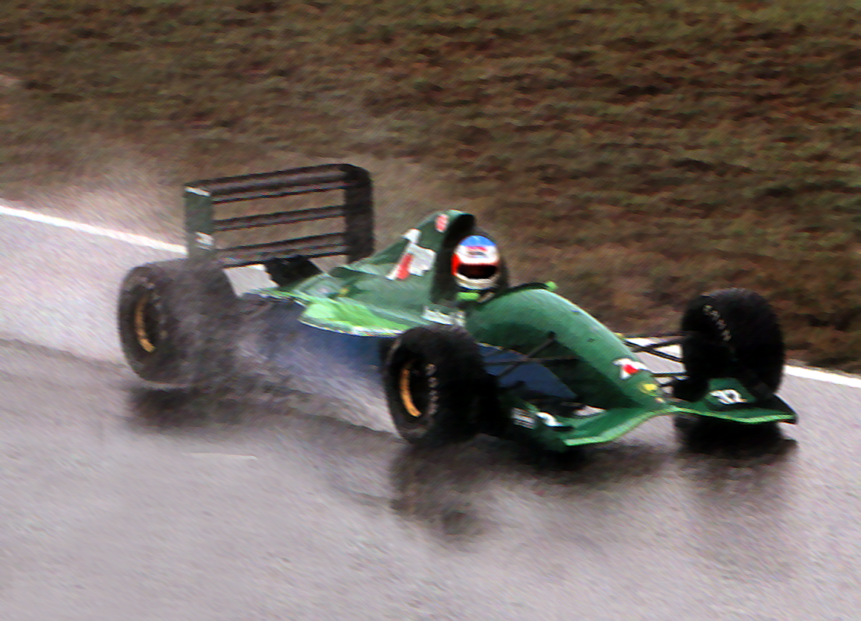
Schumacher provant el Jordan 191.

Va arribar a la Fórmula 1 de la mà de l'equip Jordan Grand Prix a la meitat de la temporada 1991 de la Formula 1. Aquell any només va participar en dues curses: a Spa-Francorchamps i a Monza, curses en les quals va destacar per la seva velocitat.

## Etapa amb Benetton (1992-1995)
El (1992) va ser fitxat per l'equip Benetton. Allà el seu mànager va ser Flavio Briatore i aquell mateix any va guanyar el seu primer GP, va ser al seu circuit preferit, al Gran Premi de Bèlgica que es corre a Spa-Francorchamps.

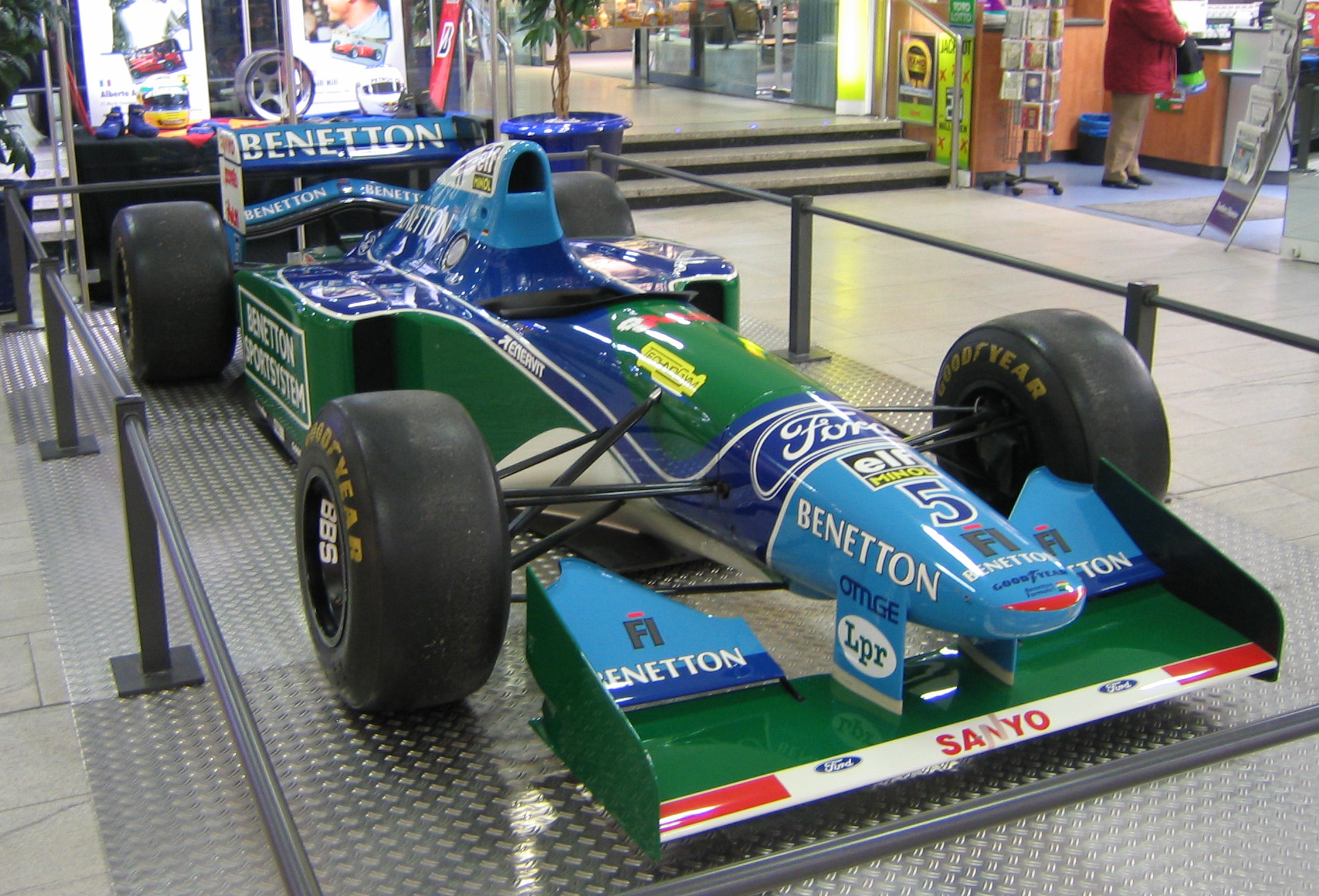
Benetton B194 amb el qual Michael Schumacher va guanyar el seu primer títol mundial.

1994: Aquest any passarà a la història de la Formula 1 pel GP de San Marino. Una cursa que va guanyar Schumacher en una de les seves victòries més amargues, ja que aquell cap de setmana van perdre la vida dos pilots: Roland Ratzemberger als entrenaments de dissabte i el gran Ayrton Senna durant les primeres voltes del GP a la corba del Tamburello. El campionat de pilots de 1994 finalment va ser per a Schumacher. L'alemany va aconseguir el títol malgrat no poder disputar dues curses a causa d'una polèmica sanció que li va imposar la FIA per fer un avançament durant la volta de formació d'un GP. A més d'altres equips punters van denunciar a l'equip de Schumacher, Benetton, per simular un sistema de control de tracció tot i que finalment la FIA va afirmar oficialment que aquestes acusacions eren falses.
1995: Schumacher s'imposa còmodament al campionat de pilots davant de Damon Hill en un campionat on l'emoció la van posar els diversos incidents de cursa entre Michael i Damon.

## Etapa amb Ferrari (1995-2005)
1996: Aquest any es produeix un punt d'inflexió a la carrera de Schumacher, ja que després de trencar relacions amb Flavio Briatore, decideix fitxar per l'equip Ferrari de la mà del seu nou representant Willi Weber. Fins a la seva retirada el 2006, Michael va pilotar Ferrari, i és en aquest equip on va aconseguir els seus majors triomfs.
Durant el primer any a la 'Scuderia' l'alemany va treure partit d'un cotxe limitat tècnicament finalitzant 3r al campionat de pilots darrere dels pilots de l'equip Williams. Va guanyar el Gran Premi de Catalunya de 1996 en una de les seves victòries més destacades i també els de Spa-Francorchamps i Monza.
1997: Tot i disposar de nou d'un paquet inferior Schumacher va aconseguir allargar la lluita pel campionat fins a l'última cursa. La controvèrsia més gran de la carrera del pilot va ser generada per la desqualificació del pilot alemany en el campionat del 1997 degut a un accident amb Jacques Villeneuve al Circuit de Jerez en l'última cursa de la temporada. Abans d'aquesta cursa l'alemany liderava el campionat però per un marge molt estret. Durant el transcurs de l'últim GP Jacques Villeneuve va intentar avançar a Michael i aquest li va tancar la porta en una maniobra polèmica i, tot i que alguns observadors ho van considerar un incident de cursa, la FIA va decidir sancionar a Schumacher desqualificant-lo del campionat de pilots però en canvi va conservar tots els seus resultats de cara als rècords oficials.

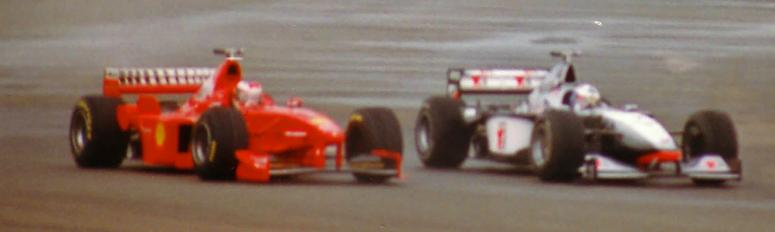
Schumacher lluitant amb Mika Häkinnen,campió dels anys 1998 i 1999, pel Gran Premi d'Anglaterra. L'alemany ha declarat sovint que dels rivals que ha tingut, és al finès a qui més admira

1998: Schumacher va guanyar 6 curses durant l'any, la més destacable a Hongria. Malgrat la inferioritat del vehicle i un incident amb David Coulthard, en què l'escocès va xocar amb Michael quan l'alemany estava doblant-lo al circuit de Spa-Francorchamps, es va arribar a l'últim GP amb el campionat obert. Després d'aconseguir la 'pole' l'alemany va calar el cotxe fet que el va obligar a sortir en l'última posició. Quan Michael estava retallant les distàncies amb Mika Häkinnen es van punxar dos dels seus pneumàtics Bridgestone, fent que abandonés la cursa i deixant el mundial a les mans del pilot finlandès.
1999: Finalment Ferrari disposava d'un cotxe superior i quan tot indicava que el pilot alemany tindria el seu tercer mundial a la butxaca Michael va patir un accident al Gran Premi de la Gran Bretanya i es va trencar la cama. Tot i la ràpida recuperació, només va estar 6 curses de baixa, aquest accident el va apartar fins a les 3 últimes curses, quan va tornar com a escuder de luxe d'Eddie Irvine i tot i que Eddie no va aconseguir el títol de pilots l'equip sí que va aconseguir guanyar el Campionat del Món de Constructors.

## Era daurada (2000-2004)

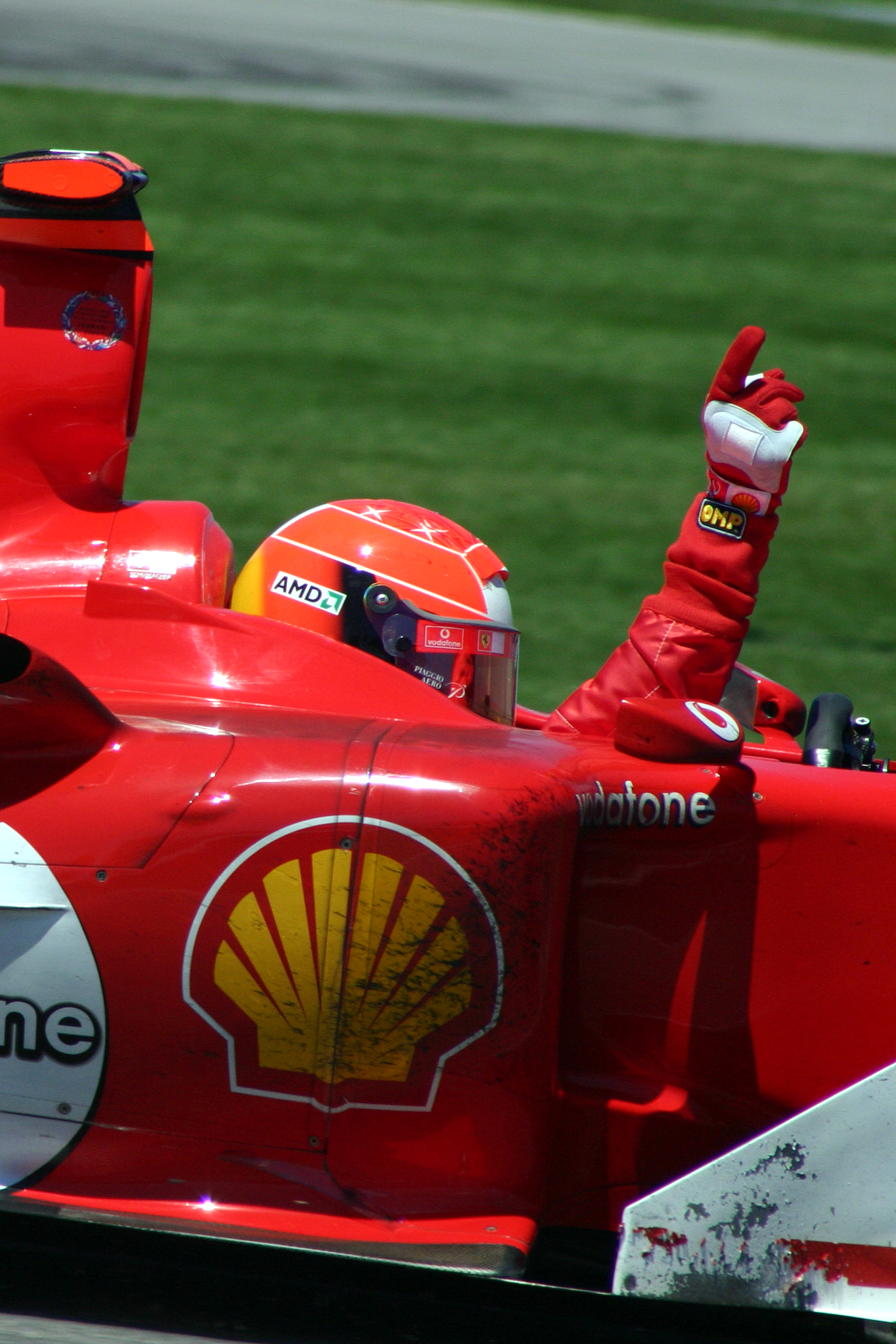
Schumacher amb Ferrari celebrant el campionat de l'any 2004

- Durant aquests anys l'alemany supera els rècords de campionats de pilots consecutius i de campionats d'un pilot en un mateix equip establint-los en 5.

2000: Després d'un disputat mundial amb Mika Häkinnen arriba un dels millors moments esportius de Schumacher. És a la penúltima cursa del mundial, el Gran Premi del Japó, allà després de guanyar la cursa es va convertir en campió del món causant l'apoteosi entre els tifosi. Aquesta disbauxa es produeix perquè aquell campionat va suposar la fi a 21 anys des de l'últim títol guanyat per l'Escuderia l'any 1979 a mans de Jody Scheckter.
2001: Michael Schumacher es va imposar a un Mika Häkinnen que es va mostrar poc competitiu. Després d'aquesta derrota el pilot finlandès va abandonar la disciplina en una temporada marcada pels incidents entre Michael i Juan Pablo Montoya. En aquesta temporada l'alemany va superar el rècord de victòries en GP d'Alain Prost.
2002: Michael va dominar el campionat de pilots de forma contundent, guanyant 11 de les 17 curses que el componien, en un dels campionats amb menys història de la Fórmula 1 on els seus principals rivals varen ser Juan Pablo Montoya i David Coulthard. Un dels moments foscos de la temporada fou al GP d'Hongria quan el seu equip va ordenar frenar al seu company Rubens Barrichello per tal que l'alemany pogués augmentar el seu lideratge al Campionat de pilots. La inquietud del públic davant d'aquell final de cursa provocaria que la FIA prohibís de forma contundent les ordres d'equip a partir d'aquell Gran Premi. Finalment, al Gran Premi d'Indianapolis del mateix any i ja amb el campionat decidit, Michael va cedir la victòria al seu company Rubens al deixar-se avançar també en l'última volta.
2003: De nou Schumacher s'alça amb el títol en un campionat obert fins a l'última cursa. Amb aquesta victòria l'alemany s'adjudica el 6è campionat de pilots i supera el rècord establert per Juan Manuel Fangio a la dècada dels 50. Els seus màxims rivals per aconseguir aquest campionat van ser Juan Pablo Montoya i Kimi Räikkönen en un campionat on Michael va guanyar 6 curses.
2004: El kaiser va guanyar 12 de les 13 primeres curses del campionat donant així un cop gairebé definitiu. Finalment va aconseguir el campionat al circuit de Spa-Francorchamps, allà on va debutar l'any 1991. Va acabar la temporada amb 148 punts (que suposava el rècord de la categoria) i va superar també la seva marca de victòries en una sola temporada en aconseguir-ne tretze.

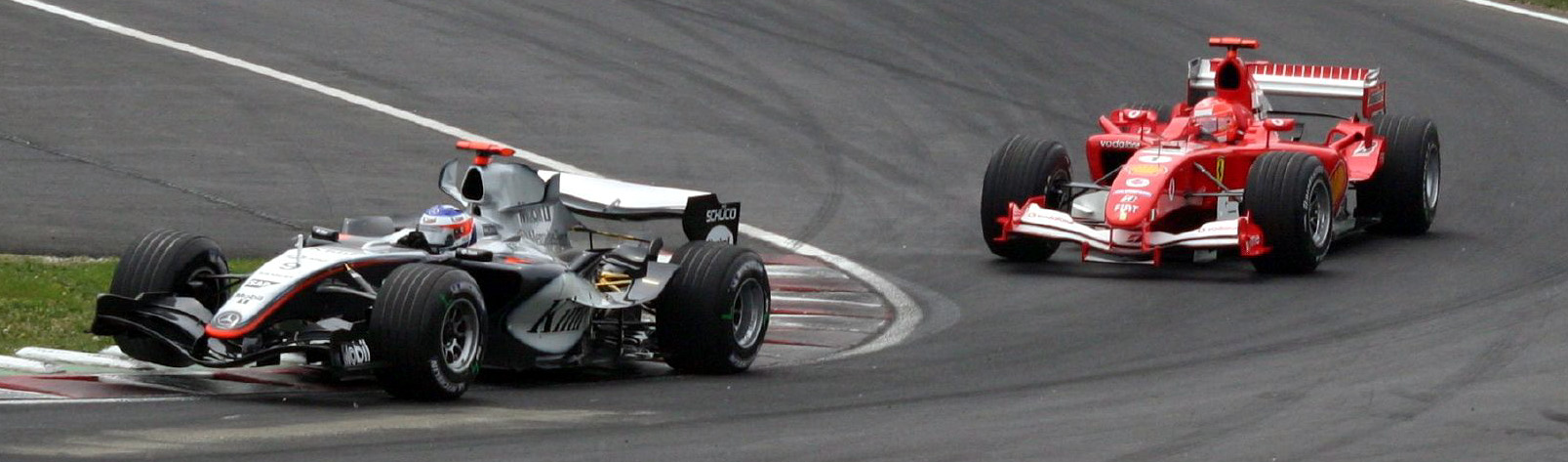
Schumacher lluitant amb qui seria el seu successor a l'escuderia Ferrari, Kimi Räikkönen, durant el Gran Premi de Canada del 2005

## Sense armes i retirada (2005-2006)
2005: La Scuderia Ferrari,amb pneumàtics Bridgestone, va disposar d'un vehicle molt poc competitiu l'any 2005. Un canvi de reglamentació de la FIA va requerir que els pneumàtics no poguessin ser canviats durant tota la cursa i Bridgestone no va ser capaç d'adaptar-se correctament a la petició. Abans de la meitat de la temporada l'alemany va declarar en una entrevista: "És difícil estar en la lluita si no disposes de les mateixes armes".
Tot i això Michael va ser capaç de defensar la tercera plaça en el campionat, d'imposar-se a Fernando Alonso al GP de San Marino, d'aconseguir la victòria al polèmic GP d'Indianapolis de 2005 i d'aconseguir la pole d'Hongria amb un vehicle a priori molt inferior. El punt on va quedar més clara la inferioritat de Ferrari va ser al Gran Premi d'Hongria quan Fernando Alonso va aconseguir doblar l'heptacampió alemany.
2006: Ferrari i Schumacher ressorgeixen de la seva crisi amb un nou vehicle i el redisseny dels pneumàtics Bridgestone. L'equip, tot i mostrar-se inferior a Renault en els primers dos terços de la temporada, es refà i esdevé durant l'últim terç el vehicle dominant. El canvi de Ferrari es va evidenciar ja en la primera cursa, a Bahrain, on l'alemany va establir la pole superant així el record d'Ayrton Senna. A França va establir un altre rècord en guanyar el Gran Premi de Magny-Cours convertint-se en l'únic pilot que ha guanyat 8 cops un mateix GP. Tot i així Schumacher, ja amb 37 anys, durant la temporada va perdre alguns punts valuosos especialment al Gran Premi d'Hongria on va mostrar-se massa ambiciós.
Un altre dels moments importants de la temporada va arribar al Gran Premi de Monza, ja que el dia 10 de setembre després d'aconseguir la que seria la seva última victòria, l'alemany va anunciar que es retiraria al final de la temporada després de més de 15 anys en actiu.
Després de prendre la decisió, els problemes mecànics van allunyar el Kàiser del campionat. A Suzuka l'alemany estava dominant amb fermesa i quan estava a punt d'aconseguir el lideratge sòlid en el campionat, el motor del seu Ferrari va fallar després de més de 3 anys sense fer-ho. Malgrat que aquest abandonament suposava el final de les opcions al títol del kàiser, aquest va animar un per un a tots els membres de l'equip de mecànics en un dels moments emotius de la temporada. En les seves declaracions després de la cursa l'alemany va confirmar que el seu objectiu només seria la victòria al Gran Premi de Brasil per tal d'ajudar l'equip a guanyar el títol de constructors.
Però tampoc va ser així, repetint-se els problemes mecànics també a Interlagos. El dissabte, a la qualificació, un error de bombament al motor del seu Ferrari el deixava relegat a la desena posició. Després, a la cursa, tot i arribar a situar-se quart en poques voltes, la mala sort va tornar a aparèixer quan la punxada d'un dels seus pneumàtics el va relegar a la 19a i última posició. Des d'allà, amb Felipe Massa a punt de doblar-lo i a més d'un minut del lideratge, l'alemany va remuntar a un ritme frenètic fins a arribar a la quarta posició realitzant fins a 12 avançaments en una cursa destacable.
Així doncs Michael Schumacher va posar fi a la seva carrera com a pilot tancant el que molts consideraren una era en la categoria.

## Retirada temporal de la Formula 1 (2007-2009)
Després de la retirada com a pilot i d'un llarg descans hivernal, Michael Schumacher continua vinculat a la Scuderia Ferrari com a assistent al servei del seu CEO Jean Todt. i com a coassessor tècnic de les proves que realitzen els pilots oficials: Felipe Massa i Kimi Räikkönen. També assisteix a alguns Grans Premis dels que es disputen a Europa, com per exemple, el Gran Premi de Catalunya i el Gran Premi de Mònaco.
En la seva presència al Circuit de Catalunya l'alemany va afirmar que "Fa pocs mesos que em vaig retirar i estic bé així, però el que pugui passar en el futur, no ho sé", desmentint així els rumors que el situaven com a substitut de Jean Todt al capdavant de l'escuderia en un futur.
Al Juliol del 2009, Michael Schumacher és cridat per l'Scuderia Ferrari per suplir a Felipe Massa, que sofreix una lesió que l'aparta dels circuits durant unes curses. Després d'acceptar l'oferiment públic del president de Ferrari, Luca Cordero di Montecemolo, i d'entrenar amb el cotxe del 2007, Schumacher decideix fer-se enrere. Una lesió al coll, que arrossegava des de principis d'anys com a conseqüència d'una caiguda amb una moto de Superbikes, en té la culpa. Finalment, un dels pilots provadors de l'escuderia italiana, Luca Badoer, és l'encarregat de substituir a Felipe Massa.
Durant 2008, Michael Schumacher va participar com a pilot invitat en el campionat de Superbike on va sofrir una lesió al coll com a conseqüència d'una caiguda.

## Etapa amb Mercedes (2010-2012)

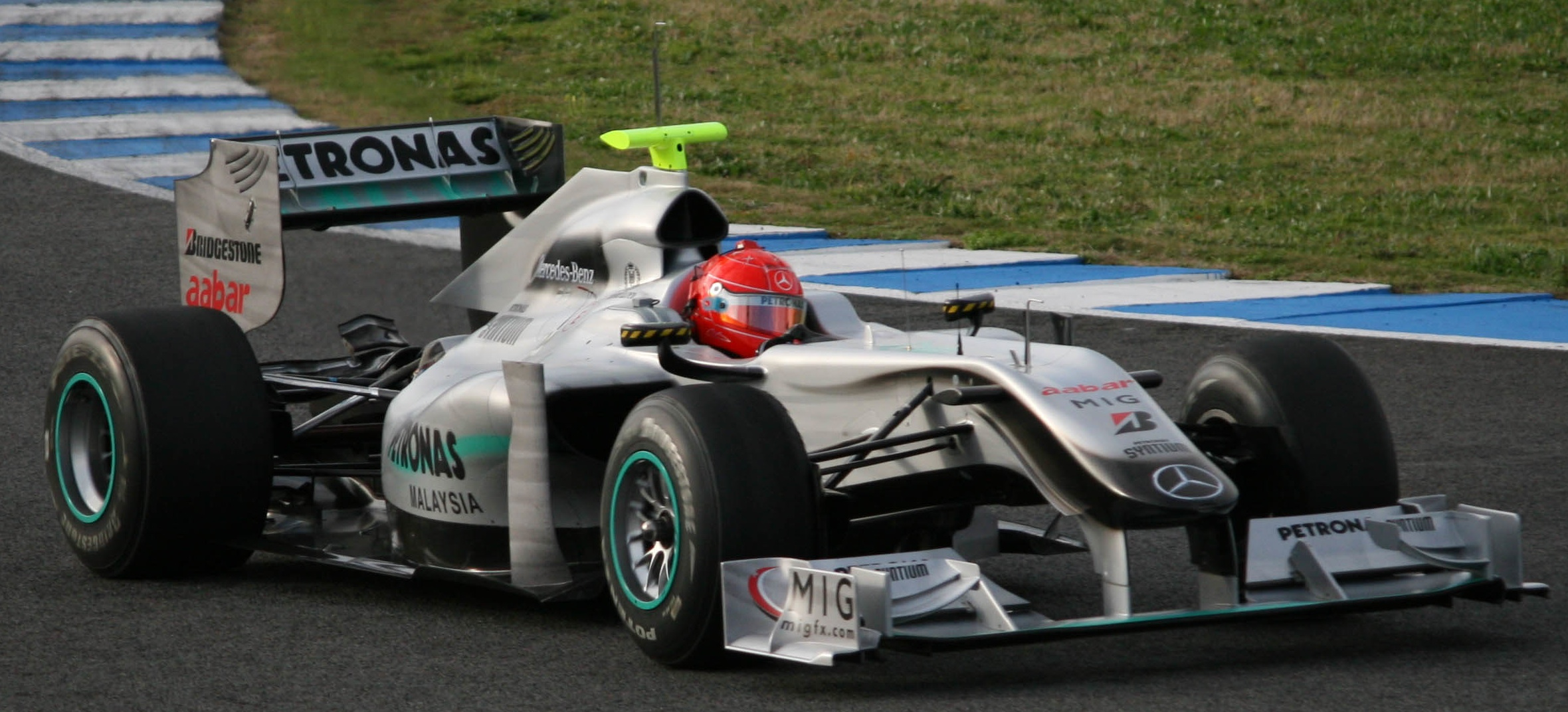
Schumacher provant el Mercedes Grand Prix al Circuit de Jerez.

Després de nombroses especulacions finalment confirma el seu retorn a la competició el 2010 amb l'escuderia Mercedes Grand Prix després de 3 anys fora de la Fórmula 1. El seu retorn va generar una gran especiació però el pilot es troba amb un monoplaça que no li permet tenir opcions de lluitar per les posicions capdavanteres. En aquestes tres temporades, només va aconseguir un podi, al Gran Premi d'Europa del 2012. A més a més, les seves repetitives errades i el seu pilotatje agressiu, va generar una polèmica molt gran sobre el seu rendiment. Finalment, malgrat que el seu renom aportava molts diners al seu equip, no el van renovar i es va haver de retirar definitivament amb 43 anys. El seu successor va ésser el pilot procedent de McLaren-Mercedes Lewis Hamilton.

## Greu accident d'esquí
Michael Schumacher es trobava esquiant juntament amb el seu fill i uns amics el 29 de desembre del 2013 a les 11:07 del matí a l'estació de Méribel, situada als Alps francesos, quan va sofrir un greu accident. Va sortir de la pista en la qual esquiava entrant en una zona de neu verge i al voler girar sobre una roca va perdre el control i va xocar de cap contra una altra roca. El xoc li va produir un traumatisme crani-encefàlic molt greu. El casc protector que portava es va partir per la meitat a causa de l'impacte, sense el casc el xoc li hauria produït una mort instantània.
Els equips de salvament van arribar en menys de 10 minuts, avisats per altres esquiadors. El van trobar conscient al lloc de l'accident i el van traslladar en helicòpter a l'hospital de Moutiers. Quan els metges van veure la gravetat del seu estat, van decidir traslladar-lo a l'hospital de la ciutat de Grenoble, on va arribar a les 12:40 del migdia ja en estat de coma. En el moment d'arribar se li va practicar una primera intervenció quirúrgica d'urgència. Els metges van informar que el seu estat era crític. La matinada del 30 de desembre del 2013 va ser operat per segon cop per evacuar un hematoma que se li va detectar al costat esquerre del cervell. Després d'aquesta segona intervenció els metges van informar que mostrava una lleu millora. El 23 de gener del 2014 neurocirurgians aliens al cas van informar que existien moltes possibilitats que el pilot quedés en estat vegetatiu després de tants dies en coma.
El 30 de gener del 2014, després d'un mes en coma induït els metges van anunciar que començaven el procés per despertar-lo, que podria durar diversos dies. El 4 d'abril del 2014 el portaveu dels metges encarregats de Michael Shumacher va anunciar que el pilot estava mostrant símptomes de consciència i que estava començant a despertar. El 16 de juny del 2014 va sortir definitivament del coma i ja mostrava resposta al tacte i oïda.

## Vida personal
Fora de la pista Schumacher és un home entregat a la seva família i té com a hobby el futbol i l'esquí. Nomenat ambaixador de la UNESCO i portaveu de la FIA per a la seguretat viària.
Casat amb Corinna Betsch des de l'agost de 1995, Michael Schumacher té dos fills: Gina Maria (1997) i Mick (1999). La família viu a Gland (Suïssa) prop del llac Gènova on l'alemany sempre ha protegit molt la seva vida privada El seu germà Ralf també és pilot de Formula 1 i ha estat pílot de les escuderies Williams i Toyota.
Durant el seu temps lliure juga a futbol amb l'equip FC Echichens i ha participat sovint en partits solidaris i també participava en els partits que organitzen els pílots de Formula 1 abans de molts Grans Premis.
Schumacher també s'ha involucrat en altres tasques durant la seva carrera i així, per exemple, durant els últims 4 anys de la seva carrera ha donat uns 50 milions de dòlars a tasques humanitàries. Una de les aportacions més destacables va ser donar 10 milions de dòlars a la zona afectada pel Tsunami que es va produir a l'oceà índic l'any 2004. ja que la seva donació va ser la més gran per part d'un esportista i per sobre de la de moltes associacions esportives i països.
També és ambaixador de la UNESCO i ha donat almenys 1.5 milions d'Euros a l'organització. que han servit per a la construcció d'escoles a Dakar i el Senegal, per a construir un hospital per a nens de Sarajevo per fundar el Palau per als pobres al Perú, un centre que ajuda als nens sense sostre proporcionant-los sostre, roba,educació i atenció mèdica.
A més, des de la seva participació en la Campanya Europea per la Seguretat Viària de l'any 1997 com a part de la sanció per la seva col·lisió amb Jacques Villeneuve Schumacher ha continuat donant suport a aquest tipus de campanyes. Per exemple també va participar en la campanya Fem les carreteres segures de la FIA on es demanava als països que consideressin la mortalitat deguda al trànsit com una amenaça real per davant d'algunes malalties.
Altres anècdotes són que Schumacher va fer una petita col·laboració a la pel·lícula de Walt Disney Pictures Cars en interpretar un Ferrari F430 i que també interpretà un petit paper a la pel·lícula Astèrix als Jocs Olímpics.

## Resultats a la Fórmula 1
(Obs) (Les curses en negreta indiquen pole)
| Any  | Equip            | 1       | 2       | 3       | 4       | 5       | 6       | 7       | 8       | 9       | 10      | 11      | 12      | 13      | 14      | 15      | 16      | 17      | 18    | 19      | WDC | Punts |
| ---- | ---------------- | ------- | ------- | ------- | ------- | ------- | ------- | ------- | ------- | ------- | ------- | ------- | ------- | ------- | ------- | ------- | ------- | ------- | ----- | ------- | --- | ----- |
| 1991 | Jordan           | USA DNP | BRA DNP | SMR DNP | MON DNP | CAN DNP | MEX DNP | FRA DNP | GBR DNP | GER DNP | HUN DNP | BEL Ret |         |         |         |         |         |         |       |         | 14è | 4     |
| 1991 | Benetton Ford    |         |         |         |         |         |         |         |         |         |         |         | ITA 5   | POR 6   | ESP 6   | JPN DNP | AUS DNP |         |       |         | 14è | 4     |
| 1992 | Benetton Ford    | RSA 4   | MEX 3   | BRA 3   | ESP 2   | SMR Ret | MON 4   | CAN 2   | FRA Ret | GBR 4   | GER 3   | HUN Ret | BEL 1   | ITA 3   | POR 7   | JPN Ret | AUS 2   |         |       |         | 3r  | 53    |
| 1993 | Benetton Ford    | RSA Ret | BRA 3   | EUR Ret | SMR 2   | ESP 3   | MON Ret | CAN 2   | FRA 3   | GBR 2   | GER 2   | HUN Ret | BEL 2   | ITA Ret | POR 1   | JPN Ret | AUS Ret |         |       |         | 4t  | 52    |
| 1994 | Benetton Ford    | BRA 1   | PFC 1   | SMR 1   | MON 1   | ESP 2   | CAN 1   | FRA 1   | GBR DSQ | GER Ret | HUN 1   | BEL DSQ | ITA EX  | POR EX  | EUR 1   | JPN 2   | AUS Ret |         |       |         | 1r  | 92    |
| 1995 | Benetton Renault | BRA 1   | ARG 3   | SMR Ret | ESP 1   | MON 1   | CAN 5   | FRA 1   | GBR Ret | GER 1   | HUN Ret | BEL 1   | ITA Ret | POR 2   | EUR 1   | PFC 1   | JPN 1   | AUS Ret |       |         | 1r  | 102   |
| 1996 | Ferrari          | AUS Ret | BRA 3   | ARG Ret | EUR 2   | SMR 2   | MON Ret | ESP 1   | CAN Ret | FRA DNS | GBR Ret | GER 4   | HUN 9   | BEL 1   | ITA 1   | POR 3   | JPN 2   |         |       |         | 3r  | 59    |
| 1997 | Ferrari          | AUS 2   | BRA 5   | ARG Ret | SMR 2   | MON 1   | ESP 4   | CAN 1   | FRA 1   | GBR Ret | GER 2   | HUN 4   | BEL 1   | ITA 6   | AUT 6   | LUX Ret | JPN 1   | EUR Ret |       |         | DSQ | 78    |
| 1998 | Ferrari          | AUS Ret | BRA 3   | ARG 1   | SMR 2   | ESP 3   | MON 10  | CAN 1   | FRA 1   | GBR 1   | AUT 3   | GER 5   | HUN 1   | BEL Ret | ITA 1   | LUX 2   | JPN Ret |         |       |         | 2n  | 86    |
| 1999 | Ferrari          | AUS 8   | BRA 2   | SMR 1   | MON 1   | ESP 3   | CAN Ret | FRA 5   | GBR Ret | AUT INJ | GER INJ | HUN INJ | BEL INJ | ITA INJ | EUR INJ | MYS 2   | JPN 2   |         |       |         | 5è  | 44    |
| 2000 | Ferrari          | AUS 1   | BRA 1   | SMR 1   | GBR 3   | ESP 5   | EUR 1   | MON Ret | CAN 1   | FRA Ret | AUT Ret | GER Ret | HUN 2   | BEL 2   | ITA 1   | USA 1   | JPN 1   | MYS 1   |       |         | 1r  | 108   |
| 2001 | Ferrari          | AUS 1   | MYS 1   | BRA 2   | SMR Ret | ESP 1   | AUT 2   | MON 1   | CAN 2   | EUR 1   | FRA 1   | GBR 2   | GER Ret | HUN 1   | BEL 1   | ITA 4   | USA 2   | JPN 1   |       |         | 1r  | 123   |
| 2002 | Ferrari          | AUS 1   | MYS 3   | BRA 1   | SMR 1   | ESP 1   | AUT 1   | MON 2   | CAN 1   | EUR 2   | GBR 1   | FRA 1   | GER 1   | HUN 2   | BEL 1   | ITA 2   | USA 2   | JPN 1   |       |         | 1r  | 144   |
| 2003 | Ferrari          | AUS 4   | MYS 6   | BRA Ret | SMR 1   | ESP 1   | AUT 1   | MON 3   | CAN 1   | EUR 5   | FRA 3   | GBR 4   | GER 7   | HUN 8   | ITA 1   | USA 1   | JPN 8   |         |       |         | 1r  | 93    |
| 2004 | Ferrari          | AUS 1   | MYS 1   | BAH 1   | SMR 1   | ESP 1   | MON Ret | EUR 1   | CAN 1   | USA 1   | FRA 1   | GBR 1   | GER 1   | HUN 1   | BEL 2   | ITA 2   | CHN 12  | JPN 1   | BRA 7 |         | 1r  | 148   |
| 2005 | Ferrari          | AUS Ret | MYS 7   | BAH Ret | SMR 2   | ESP Ret | MON 7   | EUR 5   | CAN 2   | USA 1   | FRA 3   | GBR 6   | GER 5   | HUN 2   | TUR Ret | ITA 10  | BEL Ret | BRA 4   | JPN 7 | CHN Ret | 3r  | 62    |
| 2006 | Ferrari          | BAH 2   | MYS 6   | AUS Ret | SMR 1   | EUR 1   | ESP 2   | MON 5   | GBR 2   | CAN 2   | USA 1   | FRA 1   | GER 1   | HUN 8   | TUR 3   | ITA 1   | CHN 1   | JPN Ret | BRA 4 |         | 2n  | 121   |
| 2010 | Mercedes         | BAH 6   | AUS 10  | MYS Ret | CHN 10  | ESP 4   | MON 12  | TUR 4   | CAN 11  | EUR 15  | GBR 9   | GER 9   | HUN 11  | BEL 7   | ITA 9   | SIN 13  | JPN 6   | RCO 4   | BRA 7 | ABU Ret | 9è  | 72    |
| 2011 | Mercedes         | AUS Ret | MYS 9   | CHN 8   | TUR 12  | ESP 6   | MON Ret | CAN 4   | EUR 17  | GBR 9   | GER 8   | HUN Ret | BEL 5   | ITA 5   | SIN Ret | JPN 6   | RCO -   | IND -   | ABU - | BRA -   | 8è  | 60    |

## Rècords a la Fórmula 1

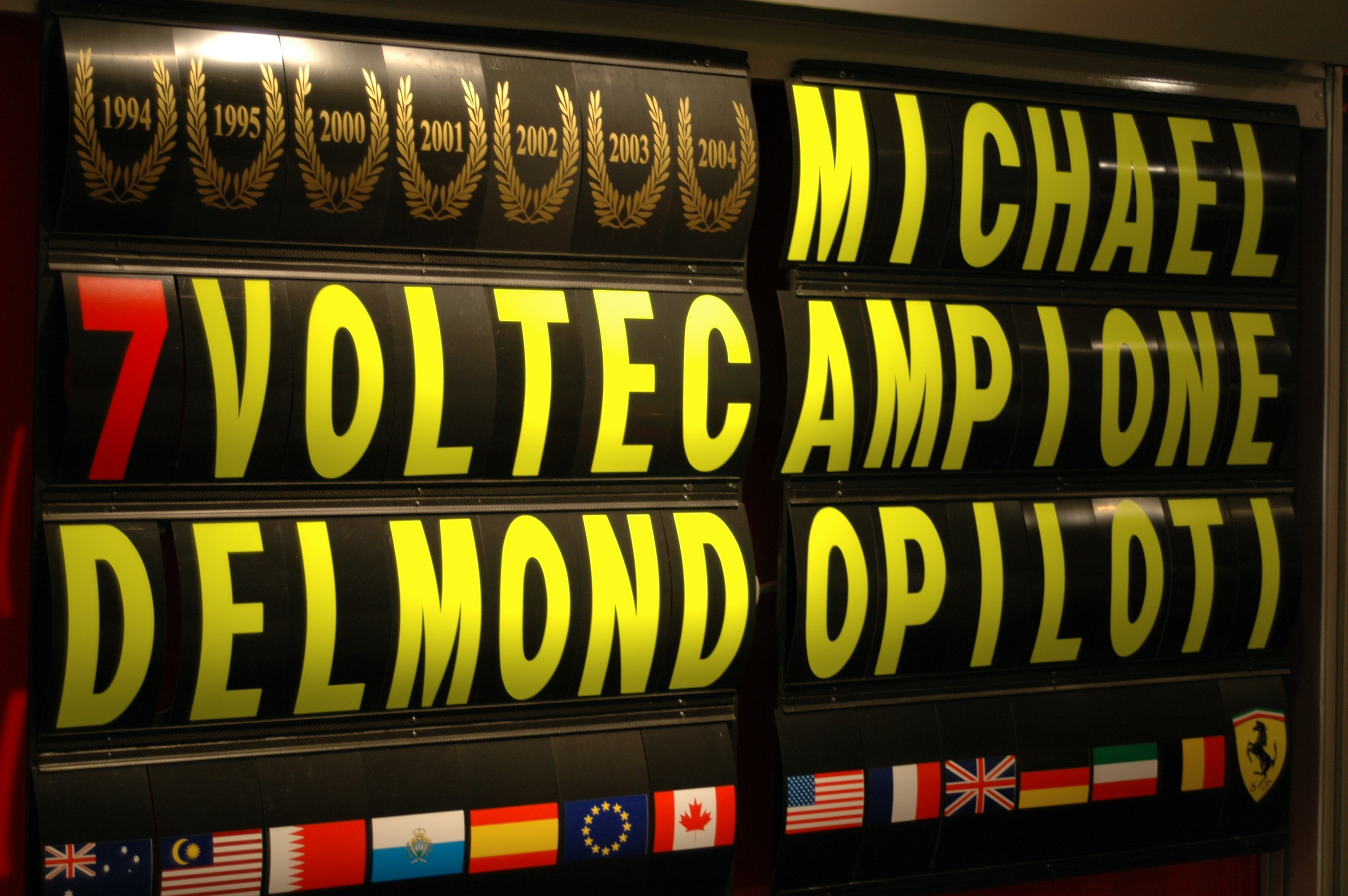
Amb 7 campionats del món va trencar el record establert per Juan Manuel Fangio durant els anys 50

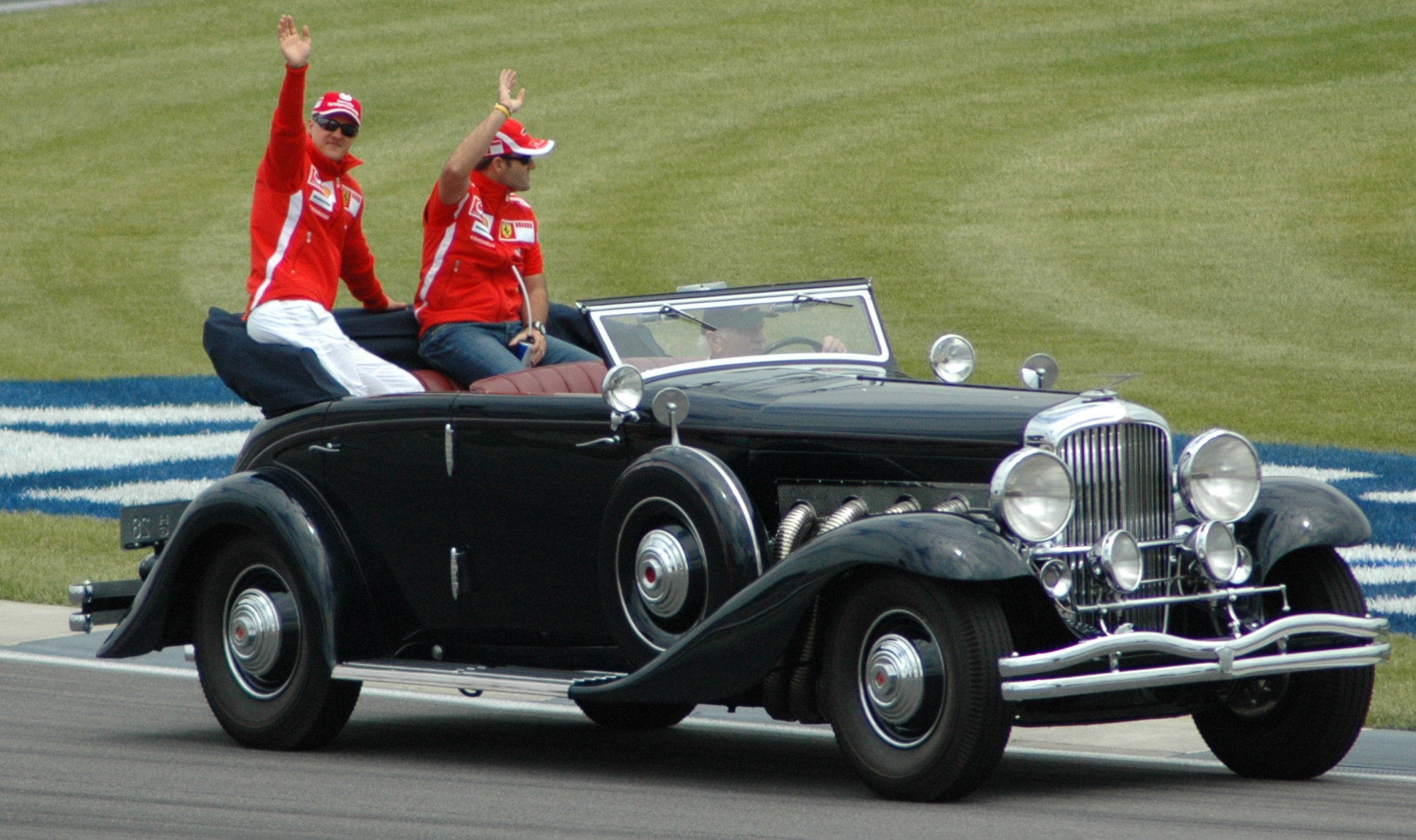
Schumacher i el seu company d'equip Rubens Barrichello saludant el públic al Gran Premi d'Indianapolis en un vehicle d'exhibició

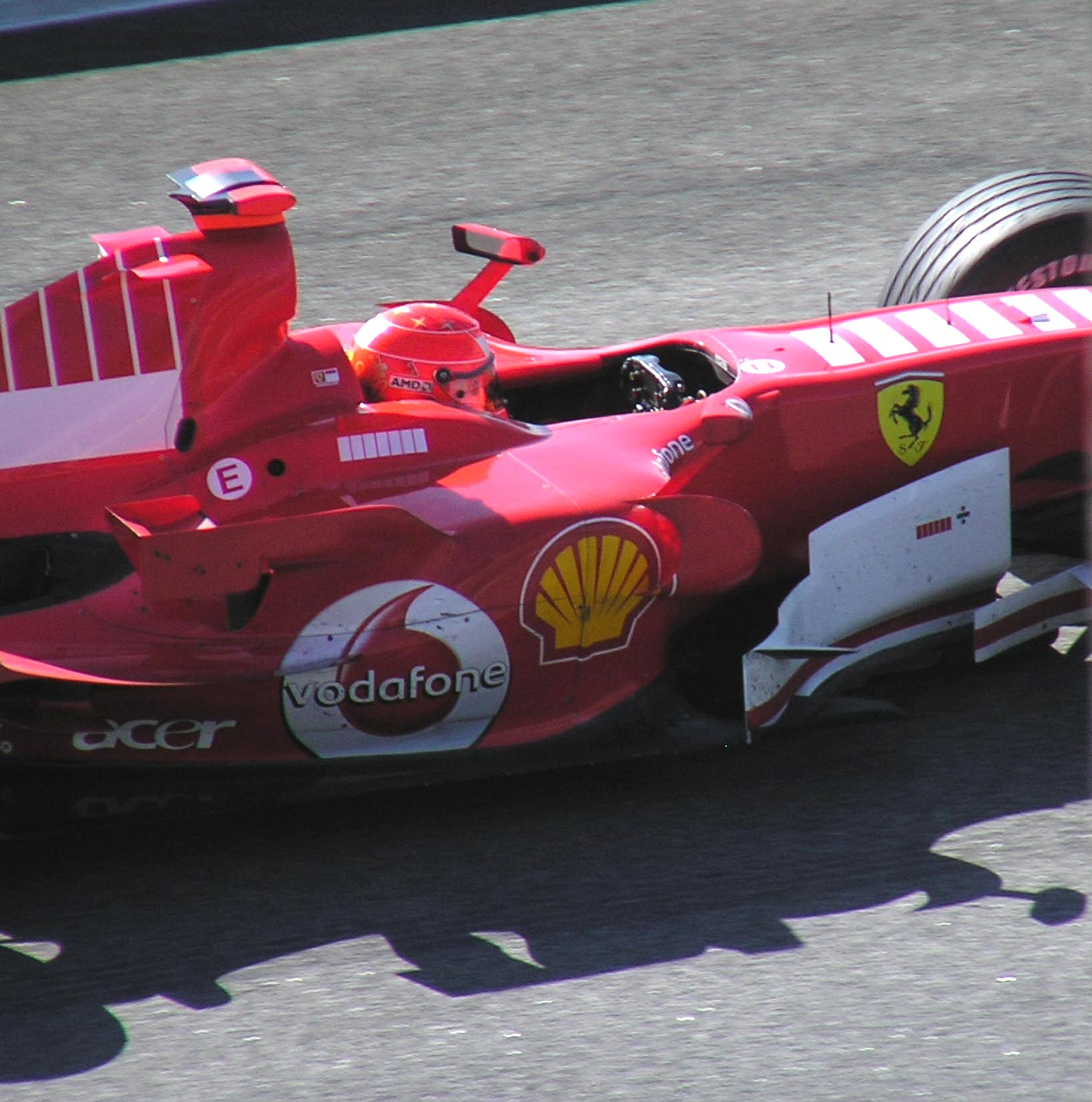
L'alemany després de la seva última cursa en actiu, el Gran Premi de Brasil del 2006

Michael Schumacher ha establert els següents records de la Fórmula 1
|    | Rècord                                                 | Total                                                                     |
| -- | ------------------------------------------------------ | ------------------------------------------------------------------------- |
| 1  | Campionats de pílots                                   | 7                                                                         |
| 2  | Títols consecutius                                     | 5                                                                         |
| 3  | Victòries en GP*                                       | 91                                                                        |
| 4  | Victòries consecutives*                                | 7, Gran Premi d'Europa del 2004 al Gran Premi d'Hongria del 2004          |
| 5  | Victòries en un sol equip                              | 72 (Ferrari)                                                              |
| 6  | Victòries a un mateix GP                               | 8 (Gran Premi de França)                                                  |
| 7  | Victòries a diferents GP                               | 20                                                                        |
| 8  | Més temps entre la primera i l'última victòria         | 14 anys, 1 mes i 2 dies                                                   |
| 9  | Segones places                                         | 43                                                                        |
| 10 | Podis                                                  | 154                                                                       |
| 11 | Podis consecutius                                      | 19, Gran Premi dels Estats Units del 2001 al Gran Premi del Japó del 2002 |
| 12 | Arribades en punts                                     | 190                                                                       |
| 13 | Voltes liderant                                        | 4741 (22,155 km)                                                          |
| 14 | Pole positions                                         | 69                                                                        |
| 15 | Sortides des de la primera fila                        | 115                                                                       |
| 16 | Voltes ràpides                                         | 77                                                                        |
| 17 | Pole i victòria                                        | 40                                                                        |
| 18 | Pole, volta ràpida i victòria                          | 22                                                                        |
| 19 | Punts obtinguts                                        | 1,369                                                                     |
| 20 | Curses consecutives finalitzades                       | 24 (Gran Premi d'Hongria 2001 al Gran Premi de Malàisia del 2003)         |
| 21 | Màxim de punts essent subcampió                        | 121 (de 180)                                                              |
| 22 | Màxim de victories essent subcampió*                   | 7                                                                         |
| 23 | Curses amb un mateix constructor i fabricant de motors | 180 (Ferrari)                                                             |
| 24 | Victòries al Gran Premi d'Indianapolis                 | 5                                                                         |
| 25 | Victòries al Gran Premi de Monza                       | 5                                                                         |
| 26 | Victòries en una temporada                             | 13 (temporada 2004)                                                       |
| 27 | Voltes ràpides en una temporada*                       | 10 (temporada 2004)                                                       |
| 28 | Punts realitzats en una temporada                      | 148 (temporada 2004)                                                      |
| 29 | Podis realitzats en una temporada                      | 17 (temporada 2002)                                                       |
| 30 | Campió amb més antelació                               | 6 GPs (temporada 2002)                                                    |
| 31 | Anys consecutius amb almenys 1 victòria                | 15                                                                        |

* Rècord compartit amb algun altre pílot
Altres dades:
- Temporades a la F1: 16
- Grans premis disputats: 250
- Terceres posicions: 20
- Mitjana de punts aconseguits per gran premi: 5,49
- Voltes donades: 13,909
- Voltes com a líder de cursa: 5,108
- Total de quilòmetres realitzats: 66163
- Grans premis abans de la primera victòria: 15
- Abandonaments: 53

## Altres èxits abans de la Formula 1
1991: 

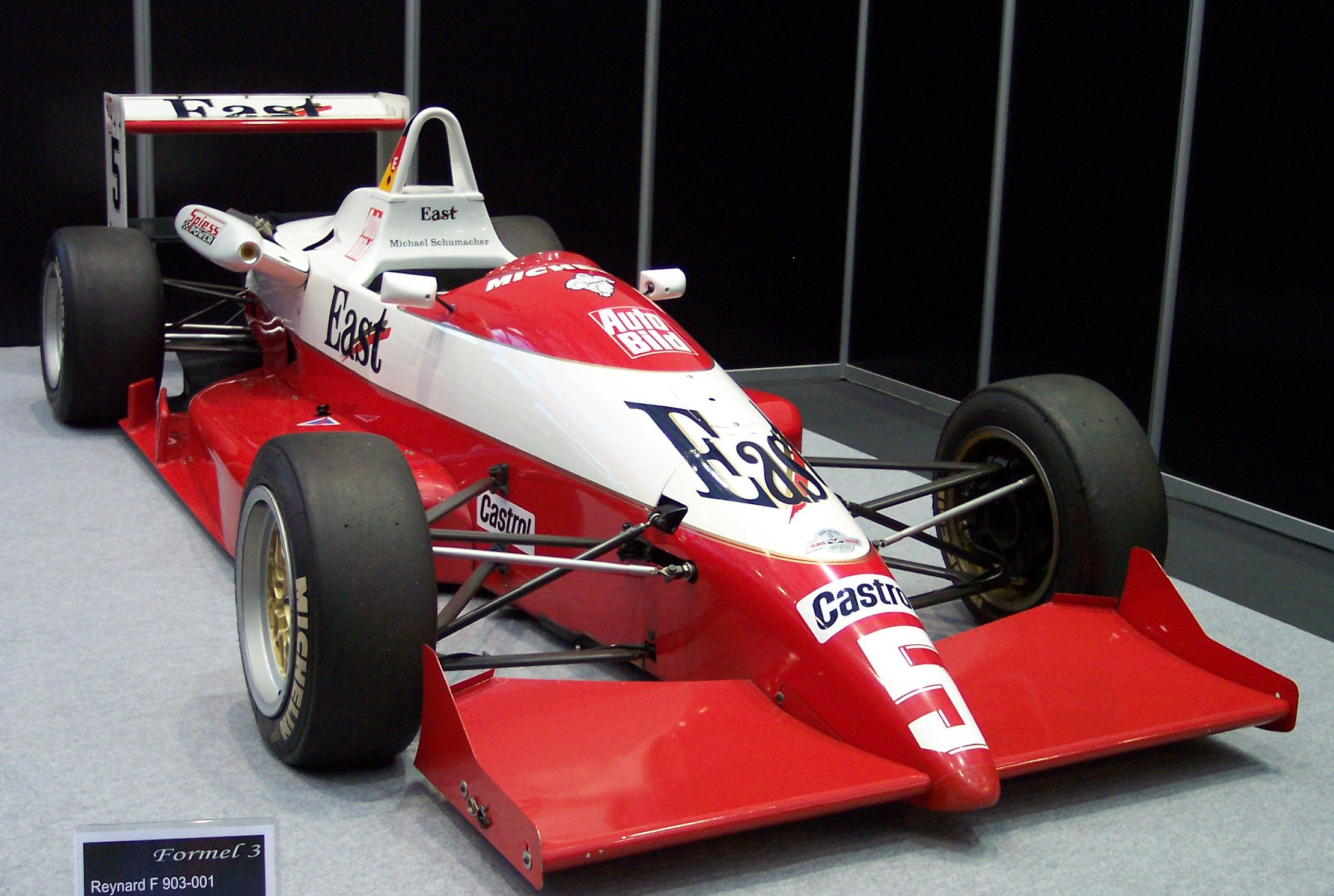
Vehicle amb què Schumacher va ser campió a la Formula 3 alemanya.

- 9è Campionat Mundial de Prototips esportius (1 victoria)

1990: 
- 5è Campionat Mundial de Prototips esportius (1 victoria)
- Guanyador del Camppionat de Formula 3 Alemanya
- Guanyador del GP de Macao de Formula 3

1989: 
- 3r al Campionat de Formula 3 alemany
- Guanyador del GP de Macao de Formula 3

1988: 
- Guanyador del Campionat Alemany König;
- 2n al Campionat Europeu de la Formula Ford 1600

1987: 
- Guanyador del Campionat Europeu de Karts senior;
- Guanyador del Campionat senior de Karts d'alemanya

1986: 
- 3r al Campionat Europeu de Karts senior
- 3r al Campionat Senior de Karts d'Alemanya

1985: 
- 2n al Campionat Mundial Junior de Karts
- Guanyador del Campionat alemany Junior de Karts

1984: 
- Guanyador del Campionat alemany Junior de Karts

1973-1983: 
- Participa en curses de Karts

## Premis extraesportius
Ha rebut el premi Laureus. En els seus 7 anys d'existència aquest selecte premi només l'han rebut esportistes de la talla del golfista Tiger Woods, del ciclista Lance Armstrong o del tennista Roger Federer. Michael Schumacher ha estat 5 cops nominat per a rebre el premi (2001 2002, 2003, 2004 i 2005) esdevenint així l'esportista que més cops ha estat nominat per a rebre el premi. A més va resultar escollit millor esportista de l'any el 2002 i el 2004.
Michael va rebre la medalla d'or de l'automobilisme de la FIA en reconeixement de la seva contribució a la Fórmula 1.
El 5 de setembre de 2007 fou guardonat amb el Premi Príncep d'Astúries dels Esports per la seva trajectòria esportiva.
El 2001 fou guardonat amb el premi Marca Leyenda.